# 托勒密十一世
托勒密十一世·亚历山大二世（希臘語：Πτολεμαῖος Ἀλέξανδρος，羅馬化：Ptolemaĩos Aléxandros，？—前80年），埃及托勒密王朝国王（前80年在位）。他是最后一个完全合法地继承王位的托勒密王朝成员。
所谓合法，是指父母双方均出自王族，这是埃及自法老时代就形成的惯例。早在古王国时期，法老们为了保持王位继承人血统上的“纯洁”，经常与自己的姐妹结婚。由亞歷山大帝國入主埃及的托勒密王朝承袭了这一习惯。
托勒密十一世的在位时间极短，这部分与他对妻子的暴行有关。他本来是罗马扶植的“敌对国王”托勒密十世·亚历山大一世之子，罗马人计划继续扶持他当埃及国王。他为了继承王位而与先王托勒密九世的遗孀貝勒尼基三世结婚。然而他在登上王位后不久竟将妻子杀害。托勒密十一世的倒行逆施引起人民的愤怒，不久他在亚历山大城市民的起义中被杀。由于他没有与贝勒尼基三世生下子女，托勒密九世的一个私生子托勒密十二世继承了王位。